# Julio Gómez
Julio Enrique Gómez González, né le 13 août 1994 à Tampico, est un footballeur mexicain qui joue au poste de milieu de terrain.

## Palmarès

### En équipe nationale
- Équipe du Mexique des moins de 17 ans
  - Vainqueur de la Coupe du monde de football des moins de 17 ans en 2011

### Distinction personnelle
- Équipe du Mexique des moins de 17 ans
  - Meilleur joueur de la Coupe du monde de football des moins de 17 ans en 2011